# Juan Carlos Cariñena

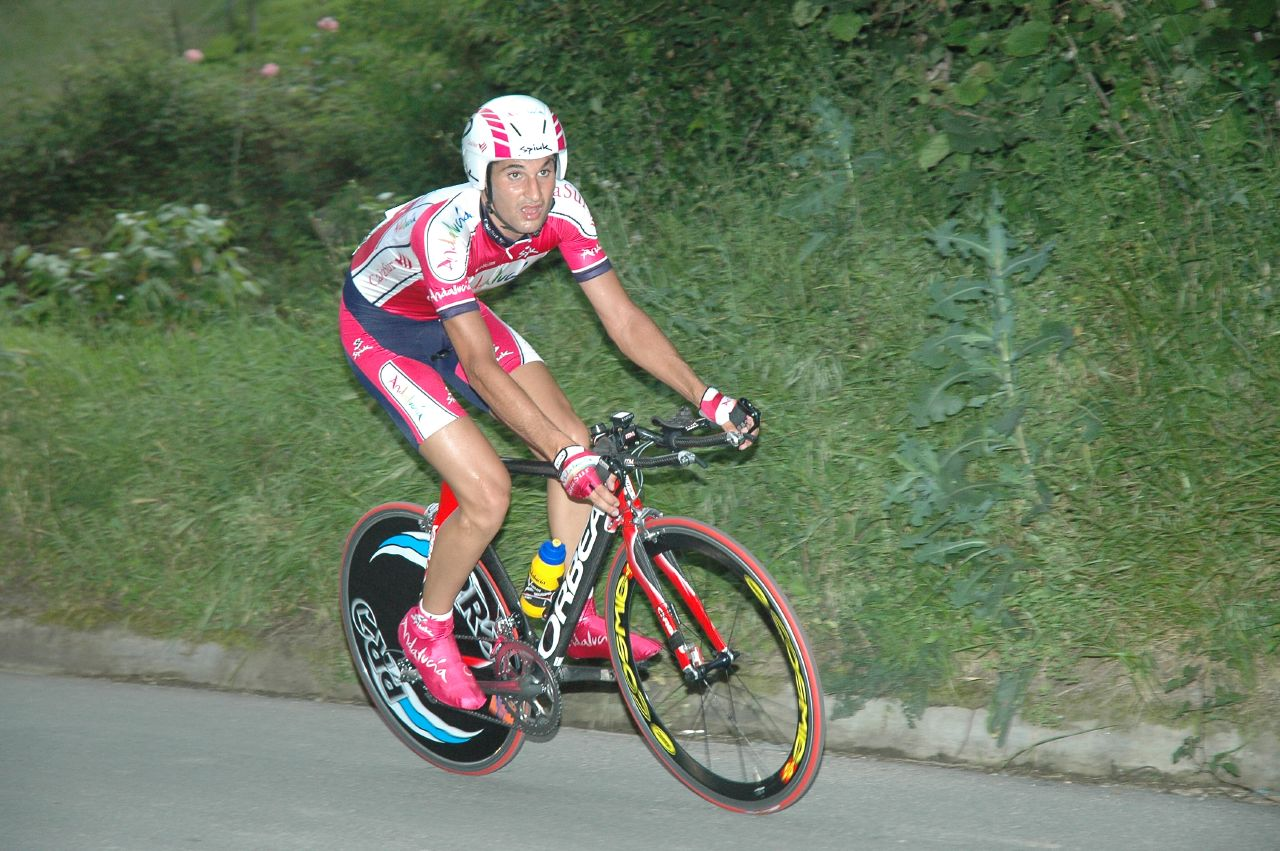
Juan Carlos Cariñena, en 2007.

Juan Carlos Cariñena Luque es un ex ciclista profesional español. Nació en Mollet del Vallés (Provincia de Barcelona) el 24 de enero de 1980.
Solamente fue profesional la temporada 2007, con el Andalucía-CajaSur.

## Palmarés
No consiguió victorias como profesional.

## Equipos
- Andalucía-Cajasur (2007)